# Anjem Choudary
Anjem Choudary (Urdu: انجم چودهرى‎; nascido na Grande Londres, em 1967) é um ativista islamista, político e social britânico. De pais de origem paquistanesa, Choudary é formado em direito pela Universidade de Southampton. Foi presidente da Sociedade de Advogados Muçulmanos e depois foi um dos principais porta-vozes, entre 2008 e 2010, do grupo islamita Islam4UK.

## Biografia
Nascido em Londres, a capital do Reino Unido em 18 de janeiro de 1967, Anjem Choudary é filho de um corretor da bolsa paquistanês. Estudou na da Mulgrave Primary School, em Woolwich, antes de começar estudos de medicina na Universidade de Southampton, mas desistiu e preferiu estudar Direito. Ele admitiu que tinha bebido álcool e consumido drogas na época.
Junto com Omar Bakri Muhammad, ele ajudou a formar a organização al-Muhajiroun. O grupo organizou várias manifestações e demonstrações anti ocidente, incluindo manifestações controversas consideradas pró-terrorismo, que o obrigou a comparecer numa corte de justiça. O Al-Muhajiroun foi dispersado após o governo britânico declarar a organização ilegal. Estima-se que um em cada cinco terroristas condenados no Reino Unido na última década eram membros do, ou estavam ligados a, al-Muhajiroun, o grupo extremista fundado por Choudary e o pregador Omar Bakri.
Choudary esteve presente e ajudou a formar os grupos islamitas Ahlus Sunnah wal Jamaah e Al Ghurabaa, que também viriam a ser banidos. Ele então se tornou porta-voz do Islam4UK, considerado uma organização terrorista.
Crítico do envolvimento do Reino Unido nas guerras do Iraque e do Afeganistão, Choudary elogiou os responsáveis pelos atentados terroristas de 11 de setembro de 2001 nos Estados Unidos (a quem chamou "os mártires magníficos") e os atentados a bomba em Londres de 7 de julho de 2005. Ele apoia a implementação da lei islâmica (a Sharia) por todo território britânico e organizou protestos durante a polêmica das caricaturas da Jyllands-Posten sobre Maomé, que o levou a tribunal por ter organizado uma demonstração ilegal. Ele foi processado, embora nenhuma acusação tenha sido feita, após comentários ofensivos feitos em 2006 contra o papa Bento XVI, que na sua opinião deveria ser executado.
No geral, Anjem recebe pouco apoio formal da comunidade muçulmana britânica e é constantemente criticado pela mídia.Em janeiro de 2010, o colaborador do jornal britânico The Guardian, Mehdi Hasan escreveu: "É Choudary um estudioso islâmico cujas opiniões merecem atenção ou consideração? Não. Ele estudou com os principais estudiosos islâmicos? Não. Ele tem alguma qualificação islâmica ou credenciais? Nenhuma. Então, o que lhe dá o direito de pontificar sobre o Islã, os muçulmanos britânicos ou "o fogo do inferno"? Ou proclamar-se um "juiz da Sharia"? ", e alegou que Choudary era "não representativo da opinião muçulmana britânica, nem da opinião antiguerra britânica".
Classificado pela mídia como um "extremista islâmico", Anjem Choudary é conhecido por suas declarações polêmicas. Em 2008, ele definiu o natal como uma "data maligna" e chegou a dizer que achava que todos os homossexuais deveriam ser apedrejados até á morte. Nas suas próprias palavras: "Como Muçulmanos, rejeitamos os direitos humanos". Suas falas são, na maioria dos casos, rejeitadas pela comunidade muçulmana na Inglaterra.
Em 28 de julho de 2016, Choudary foi enquadrado na Lei de Terrorismo de 2000 e foi condenado por incitar apoio a organização conhecida como Estado Islâmico do Iraque e do Levante. Ele é acusado de radicalizar jovens britânicos de origem árabe para lutar na guerra civil síria e no Iraque do lado dos jihadistas. Em setembro de 2016, foi encarcerado por cinco anos e seis meses por esse motivo.
Uma vez encarcerado, algumas preocupações foram levantadas sobre a estadia de Choudary em uma prisão britânica por causa do acesso que ele teria a outros criminosos que poderiam ser influenciados por seus pontos de vista. O pregador nascido no norte de Londres é entendido como o tipo de preso que seria trancado em novas unidades especializadas (prisões dentro de prisões), indicaram fontes governamentais da Grã-Bretanha.
A 19 de outubro de 2018, foi libertado, sob condicional, da prisão de Belmarsh, após ter cumprido menos de metade da sua pena.

## Vida pessoal
Choudary casou-se em 1996 com Rubana Akhtar, cujo trajo habitual é o nicabe, que se juntou também à Al-Muhajiroun, onde ficou à frente da ala feminina da organização. O casal tem cinco filhos.